# توم مكنمارا
توم مكنمارا (بالإنجليزية: Tom McNamara)‏ هو لاعب كرة قاعدة أمريكي، ولد في 5 نوفمبر 1895 في Roxbury, Boston ‏ في الولايات المتحدة، وتوفي في 5 مايو 1974 في دانفرز في الولايات المتحدة.